# Graça
O vocábulo graça provém do latim gratia, que deriva de gratus (grato, agradecido) e que em sua primeira acepção designa a qualidade ou conjunto de qualidades que fazem agradável a pessoa que as têm. 

## Sentido teológico da palavra
Graça é um conceito teológico fortemente enraizado no Judaísmo e no Cristianismo, definido como um dom gratuito e sobrenatural dado por Deus para conceder à humanidade todos os bens necessários à sua existência e à sua salvação. Esta dádiva é motivada unicamente pela misericórdia e amor de Deus à humanidade, logo, movida por Sua iniciativa própria, ainda que seja em resposta a algum pedido a Ele dirigido. E também por esta razão, a Graça é um favor imerecido pelo Homem, mas sim fruto da misericórdia e amor divinos. 
Dependendo das correntes teológicas cristãs, existem aqueles que defendem que a graça é irresistível; que a graça é somente para algumas pessoas escolhidas e totalmente predestinadas por Deus; e há ainda aqueles que acreditam que a graça é universal (ou seja, predestinada para toda a humanidade), mas que pode ser recusada livremente pelo Homem.

"Porque a Lei foi dada por meio de Moisés; a Graça e a verdade vieram por Jesus Cristo" João 1.17. No novo testamento aparece a distinção entre a Graça e a Lei, principalmente nas cartas escritas pelo apóstolo Paulo, que fundamenta com um dos pilares do seu ministério, juntamente com a fé, na sua missão de levar o evangelho de Jesus Cristo aos povos não judeus. Paulo argumenta que a Lei, guardada pelos judeus, funcionou como um guia ao homem até a chegada da Graça de Deus, por meio da vinda de Jesus Cristo a este mundo e sua obra redentora:
"Por que, então, a lei foi dada? Foi dada paralelamente à promessa para mostrar ao povo dos seus pecados. Há um conflito entre a lei de Deus e as promessas de Deus? Absolutamente não! Se a lei pudesse nos dar uma vida nova, nós poderíamos ter sido feitos justos diante de Deus obedecendo-a. As Escrituras declaram que todos nós somos prisioneiros do pecado, para receber o cumprimento da promessa de liberdade que Deus fez, você deve crer e amar Jesus Cristo. E como crer e amar Cristo? Se relacionando com Ele através da leitura da bíblia e oração, e, através desse relacionamento você vai ama-lo e sera tão grato pela graça que vai cumprir a lei por gratidão e não mais por medo da morte ou das consequências, por fim, você será salvo. O caminho da fé sempre existiu, ela era manifestada através do ritual do santuário no qual o cordeiro era sacrificado no lugar do pecador remetendo ao sacrifício do Messias prometido. Nos dias antigos e atuais o cordeiro sempre foi Jesus. Ter a graça não significa que você não deve mais cumprir a lei ou que a lei foi abolida, pelo contrario, você deve cumpri-la por que você já é salvo, ou seja, somos salvos pela graça e em consequência vem a obediência. Mateus 5:17, Romanos 7:4

### Na concepção católica
Segundo a doutrina da Igreja Católica, a graça é um dom universal e "socorro gratuito que Deus nos dá" para sermos "capazes de agir por amor d’Ele", para satisfazermos as nossas justas necessidades espirituais ou materiais e também para tornar-nos filhos de Deus e "participantes da natureza divina, da Vida Eterna" . Aliás, "a própria preparação do homem para acolher" livremente a graça divina "já é obra da graça" e da predestinação (não absoluta) de Deus. Existem vários tipos de graça, como por exemplo:
- a graça habitual ou santificante (considerada também a graça primeira): é a origem, o início e a responsável pela justificação, conversão e santificação dos homens e por isso "nos foi merecida pela paixão de Cristo e nos foi dada no Batismo". Por outras palavras, é o princípio e a estrutura da vida sobrenatural, que nos faz participantes da natureza divina, templos do Espírito Santo, filhos adotivos de Deus, irmãos de Jesus Cristo, justos e agradáveis a Deus e capazes de merecer sobrenaturalmente e de penetrar na intimidade do próprio Deus [4]. Com esta graça, são concedidas ao Homem as capacidades de operar sobrenaturalmente, a saber: as virtudes infusas ou sobrenaturais e os dons do Espírito Santo. O seu exercício, impulsionado pelas graças actuais, faz parte dos principais meios de santificação. O progresso neste exercício leva aos frutos do Espírito Santo e às bem-aventuranças. A graça santificante perde-se pelo pecado mortal, mas não pelo pecado venial ou pelas penas temporais devidas ao pecado.

- as graças actuais: são "dons circunstanciais" atribuídos especialmente ao Espírito Santo ou "intervenções divinas na vida do homem", para que ele possa continuar a acolher e colaborar com a graça e prosseguir o seu caminho de santificação. A graça actual leva o pecador à conversão e a pessoa em estado de graça à procura e ao exercício dos meios de santificação. Esta graça pode ser “eficiente” se uma vez acolhida produz o seu efeito, mas é “suficiente” quando, recusada ou não aproveitada, fica sem produzir efeito.

- as graças sacramentais: são dons que o cristão recebe por meio dos sete sacramentos da Igreja e que pode ajudá-lo "a colaborar na salvação dos outros homens, bem como com o crescimento da Igreja, Corpo de Cristo";

- as graças especiais ou carismas: são concedidos especialmente pelo Espírito Santo para servir "o bem comum da Igreja", sendo exemplos disso o dom de línguas e "as graças de estado, que acompanham o exercício dos ministérios eclesiais e das responsabilidades da vida" de cada cristão [5].

A Igreja Católica defende que a justificação (acção misericordiosa e gratuita de Deus de conceder a salvação à humanidade), e, portanto, também a graça, podem ser recusados livremente pelo Homem porque "Deus age de forma livre, concedendo a graça, e a resposta do homem também deve ser livre, pois «a alma só pode entrar livremente na comunhão do amor»" . Por isso, pode-se dizer que "a concretização da salvação de cada pessoa depende também da sua adesão de fé e caridade ao Salvador", estabelecendo-se assim uma colaboração indissociável entre a graça e o livre-arbítrio do Homem de escolher entre a redenção e a perdição. Daí o facto de existirem pessoas que, depois de morrerem, vão para o Inferno, em vez de alcançarem a plena santidade, que é o desejo e a vontade de Deus para todo o género humano .
Uma pessoa que está em estado de graça vive na amizade e amor de Deus e, se nela morrer, vai para o Céu, pela graça santificante. Por outras palavras, é aquele que não está manchado pelo pecado mortal. Mas, estar neste estado não quer dizer que não tenha pecados veniais ou penas temporais devidas ao pecado para serem purificadas, necessitando por isso das indulgências e, após a morte, da purificação no Purgatório.

### Doutrinas da graça no cristianismo evangélico
No Cristianismo evangélico, é também um favor imerecido.  A graça é influência de Deus que permite o indivíduo parar de pecar e andar, por meio do Espírito Santo, em santificação. Graça não significa uma inutilidade do esforço humano na salvação porque Deus teria arbitrariamente escolhido quem salvar ou condenar. O termo grego charis denota "favor" no sentido de "fazer um favor". Assim, havia a expectativa de que tais favores fossem pagos, geraldo obrigação de atos recíprocos por parte do favorecido. Portanto, quando Paulo fala de como Deus nos fez um "favor" ao enviar Jesus, significa que Deus tomou a iniciativa, mas não está implicando uma falta de esforço humano na salvação. Assim, os cristãos têm a obrigação de retribuir o favor que Deus fez por eles, não confiando na "graça barata", conforme articula o teólogo Dietrich Bonhoeffer. A oposição entre as obras da lei mosaica e da dependência da graça não implicam em uma negligência dos esforços humanos ou boas obras, mas fazê-los como resposta a essa graça. Nas doutrinas da graça, a salvação não seria o resultado dos próprios esforços, mas resultado do favor divino proporcionado pela redenção por Cristo. A santificação seria a retribuição a esse favor.

## Mitologia grega
As Graças ou Cárites (translit. no singular Kháris, em grego clássico: Χάρις; no plural Khárites, Χάριτες), na mitologia grega, são as deusas do banquete, da concórdia, do encanto, da gratidão, da prosperidade familiar e da sorte, ou seja, das graças. Eram normalmente consideradas filhas de Zeus com Eurínome. Porém, outras versões do mito as colocam como filhas de Zeus com Eunômia, filhas de Dioniso, de Hera, e até do deus-sol, Hélio.